# Habrobracon politiventris
Habrobracon politiventris är en stekelart som beskrevs av Joseph Augustine Cushman 1919. Habrobracon politiventris ingår i släktet Habrobracon och familjen bracksteklar. Inga underarter finns listade i Catalogue of Life.